# Ladigesia roloffi
Ladigesia roloffi és una espècie de peix de la família dels alèstids i de l'ordre dels caraciformes.

## Morfologia
- Els mascles poden assolir 3,1 cm de longitud total.[1][2]

## Hàbitat
És un peix d'aigua dolça i de clima tropical (22 °C-26 °C).

## Distribució geogràfica
Es troba a Àfrica: Sierra Leone i Libèria.